# Nickelodeon Kids’ Choice Awards 2000
13. gala Nickelodeon Kids’ Choice Awards odbyła się 15 kwietnia 2000 roku. Prowadzącymi galę byli Rosie O’Donnell, Mandy Moore, Frankie Muniz, LL Cool J i David Arquette.

## Prowadzący
- Rosie O’Donnell
- Mandy Moore
- Frankie Muniz
- LL Cool J
- David Arquette

## Nominacje

### Film

#### Najlepszy aktor
- Adam Sandler (Super tata) (Zwycięstwo)
- Mike Myers (Austin Powers: Szpieg, który nie umiera nigdy)
- Robin Williams (Człowiek przyszłości)
- Will Smith (Bardzo dziki zachód)

#### Najlepsza aktorka
- Melissa Joan Hart (To mnie kręci) (Zwycięstwo)
- Sandra Bullock (Podróż przedślubna)
- Drew Barrymore (Ten pierwszy raz)
- Julia Roberts (Notting Hill)

#### Najlepsza piosenka z filmu
- Will Smith (Wild, Wild West, Bardzo dziki zachód) (Zwycięstwo)
- Madonna (Beautiful Stranger, Austin Powers: Szpieg, który nie umiera nigdy)
- Gloria Estefan, Lance Bass, J.C. Chasez, Joey Fatone, Chris Kirkpatrick i Justin Timberlake (Music of the Heart, Koncert na 50 serc)
- Phil Collins (Two Worlds, Tarzan)

#### Najlepsza para
- Freddie Prinze Jr. i Rachael Leigh Cook (Cała ona) (Zwycięstwo)
- Heather Graham i Mike Myers (Austin Powers: Szpieg, który nie umiera nigdy)
- Sandra Bullock i Ben Affleck (Podróż przedślubna)
- Julia Roberts i Hugh Grant (Notting Hill)

#### Najlepsze zwierzę
- Kot Salem (Sabrina, nastoletnia czarownica) (Zwycięstwo)
- Rowdy (100 dobrych uczynków)
- Happy (Siódme niebo)
- Stuart Malutki (Stuart Malutki)

#### Najlepszy dubbing filmu animowanego
- Rosie O’Donnell (Terk, Tarzan) (Zwycięstwo)
- Michael J. Fox (Stuart Malutki, Stuart Malutki)
- Tim Allen (Buzz Lightyear, Toy Story 2)
- Tom Hanks (Woody, Toy Story 2)

#### Najlepszy film
- Super tata (Zwycięstwo)
- Austin Powers: Szpieg, który nie umiera nigdy
- Pokémon: Film pierwszy
- Toy Story 2

### Telewizja

#### Najlepsza kreskówka
- Pełzaki (Zwycięstwo)
- Kotopies
- Pokémon
- Simpsonowie

#### Najlepszy aktor telewizyjny
- Kenan Thompson (All That) (Zwycięstwo)
- Michael J. Fox (Spin City)
- Drew Carey (The Drew Carey Show)
- Jamie Foxx (The Jamie Foxx Show)

#### Najlepsza aktorka telewizyjna
- Amanda Bynes (All That) (Zwycięstwo)
- Brandy Norwood (Moesha)
- Jennifer Love Hewitt (Ich pięcioro)
- Melissa Joan Hart (Sabrina, nastoletnia czarownica jako Sabrina Spellman)

#### Najlepsi przyjaciele
- Ben Savage i Rider Strong (Chłopiec poznaje świat) (Zwycięstwo)
- Sarah Michelle Gellar i David Boreanaz (Buffy: Postrach wampirów)
- Jennifer Aniston, Lisa Kudrow i Courteney Cox (Przyjaciele)
- Gillian Anderson i David Duchovny (Z Archiwum X)

#### Najlepszy serial
- All That (Zwycięstwo)
- Siódme niebo
- Chłopiec poznaje świat
- Sabrina, nastoletnia czarownica

### Pozostałe kategorie

#### Najlepsza gra wideo
- Pokémon (Zwycięstwo)
- Donkey Kong 64
- Mario Party
- Toy Story 2